# 지리산 공비 토벌
한국전쟁 중이던 1950년 9월, 국군과 유엔군의 총반격 작전이 이루어지자 미처 후퇴하지 못한 북한군의 낙오부대와 낙오병들이 대량으로 발생했고, 이들 대부분은 국군과 유엔군의 포로가 되었다. 그러나 일부는 각 지역의 산악지대로 잠적했으며, 그곳에서 현지의 부역자 등과 합세해 새로운 비정규전 조직을 구성하고 전쟁기간 중 후방에서 국군을 교란했다.
1950년 10월경, 이들은 모두 2만 5000여 명 정도였으며, 남부군단, 제526군부대, 인민유격대 남부군단 전북도사단, 전남도당 유격대 및 제주도 인민유격대로 구성되었다. 이중에서 지리산을 거점으로 활동하던 부대가 남부군단(南部軍團)이었다.
이들은 지리산이 북한군의 점령지역에 있었던 기간 중에는 병력 보충부대의 역할을 했으나 지리산이 고립되자 산악지역을 따라 평강 일대로 이동해 11월 중순경에 재편성을 한 후, 12월 21일 재차 태백산맥을 타고 후방지역으로 내려와 12월 말경 충북 단양에 도착했다.
그 뒤 주변지역을 이동하며 활동하다가 제천에서 부대를 재편성하고 명칭을 조선인민유격대 남부군단으로 개칭했다. 국군은 이들을 소탕하기 위해 군·경 합동으로 1950년 10월 4일부터 1953년 5월 1일까지 만 31개월에 걸친 토벌작전을 전개했다. 지리산지구에서는 제11사단, 백야전전투사령부 산하 수도사단·제8사단·제1사단 등이 세 차례에 걸쳐 작전을 수행했다.
이후에도 지리산을 비롯한 삼남지역에서 빨치산들의 활동이 계속 나타나자 1953년 12월 1일 박전투사령부의 설치와 함께 계엄령이 선포되었다. 박전투사령부와 한전투사령부, 남부지구 경비사령부로 이어지는 대대적인 토벌 작전으로 인해 1956년 12월 31일까지 빨치산 대부분이 소탕되었다.